# Palazzo Castrone-Santa Ninfa

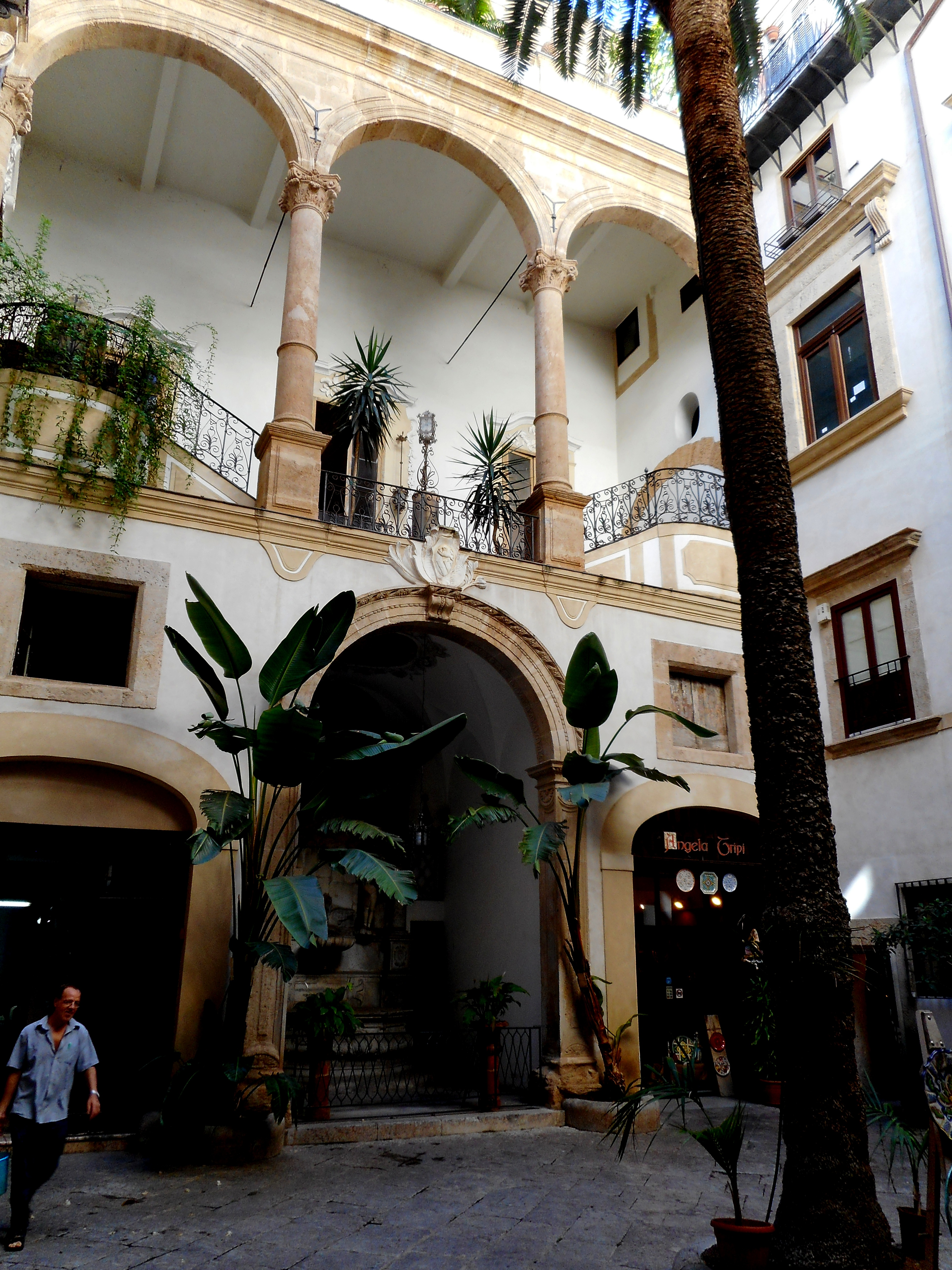
Cortile del palazzo

Il Palazzo Castrone - Santa Ninfa si trova a Palermo a pochi passi dal piano della Cattedrale. Il palazzo è uno dei più pregevoli edifici del XVI secolo.
Di particolare rilievo sono la facciata esposta sul "Cassaro", l'atrio con la loggia antistante il piano nobile ed una fontana marmorea attribuibile al Gagini raffigurante il mito di Perseo ed Andromeda.
Il palazzo è stato rimaneggiato dalla famiglia Castrone - una delle più importanti di Palermo negli anni che vanno dal 1400 al 1700 - nel corso dei secoli a partire da un nucleo di fabbricati ai quali in seguito è stato aggiunto il corpo principale del palazzo allineato al piano della Cattedrale ed a quello che da lì a poco sarebbe divenuto il cosiddetto Cassaro o Via Toledo cioè quella strada rettilinea che congiunge la porta a mare della città (Porta Felice) con quella a monte (Porta Nuova). È detto anche Palazzo Santa Ninfa in quanto a fine Seicento, per tutto il Settecento e fino al 1820 transitò in dote ai Giardina Marchesi di Santa Ninfa (TP), divenuti poi Principi di Ficarazzi (PA) per volontà dell'Imperatore Filippo V di Spagna (alias Carlo III di Borbone, incoronato re di Sicilia nel 1735). Infatti la figlia di Don Giovanni del Castrone, Eleonora, sposò Don Luigi Giardina e Massa Grimaldi, Marchese di Santa Ninfa. 
Gran parte dell'edificio nel XIX secolo passò alla famiglia D'Onufrio che, in tempi recenti, si sono impegnati nel restauro. La prevista destinazione del Piano Nobile a sede del Museo Regionale del Gioiello Siciliano, in vista della quale l'edificio era stato interamente restaurato nel 2010 dagli architetti Fabia Adelfio ed Enrico Anello, sembra non avrà più luogo.